# Helen Ocheke
Helen Ocheke, née le 6 mai 1989 à Akure au Nigeria, est une gymnaste artistique nigériane.

## Carrière
Helen Ocheke est médaillée de bronze par équipes aux Jeux africains de 2019.